# Andernach
Andernach è una città di 29 589 abitanti della Renania-Palatinato, in Germania.
Appartiene al circondario (Landkreis) di Mayen-Coblenza (targa MYK).
Andernach si fregia del titolo di "Grande città di circondario" (Große kreisangehörige Stadt).

## Storia
In epoca romana fu sede di un forte ausiliario dell'esercito romano, fin dai tempi dell'imperatore Tiberio, presso il quale prestò servizio una cohors Raetorum. Nome latino della località era Antunacum, appartenente alla provincia romana della Germania superiore.

## Geografia antropica

### Suddivisioni amministrative
Andernach si divide in cinque quartieri, quattro dei quali, Eich, Kell, Miesenheim e Namedy sono parimenti anche "distretti locali" (Ortsbezirk):
| Quartiere               | Abitanti (al 31 luglio 2016) |
| ----------------------- | ---------------------------- |
| Kernstadt               | 22 747                       |
| Eich                    | 2 009                        |
| Kell con Bad Tönisstein | 956                          |
| Miesenheim              | 3 096                        |
| Namedy                  | 1 288                        |
| Totale                  | 30 096                       |

## Luoghi d'interesse
- Stadtmauer. Rimangono parte delle antiche fortificazioni romane.

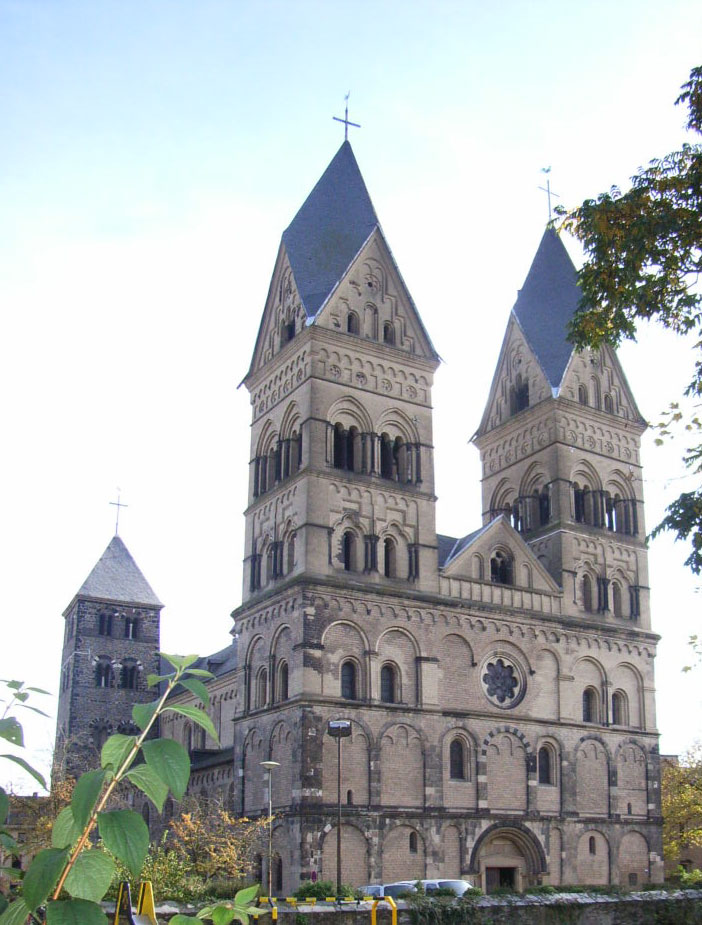
Pfarrkirche, la Parrocchiale di Santa Maria Assunta è l'edificio più interessante. Chiesa romanica a quattro campanili dei primi decenni del XIII secolo.
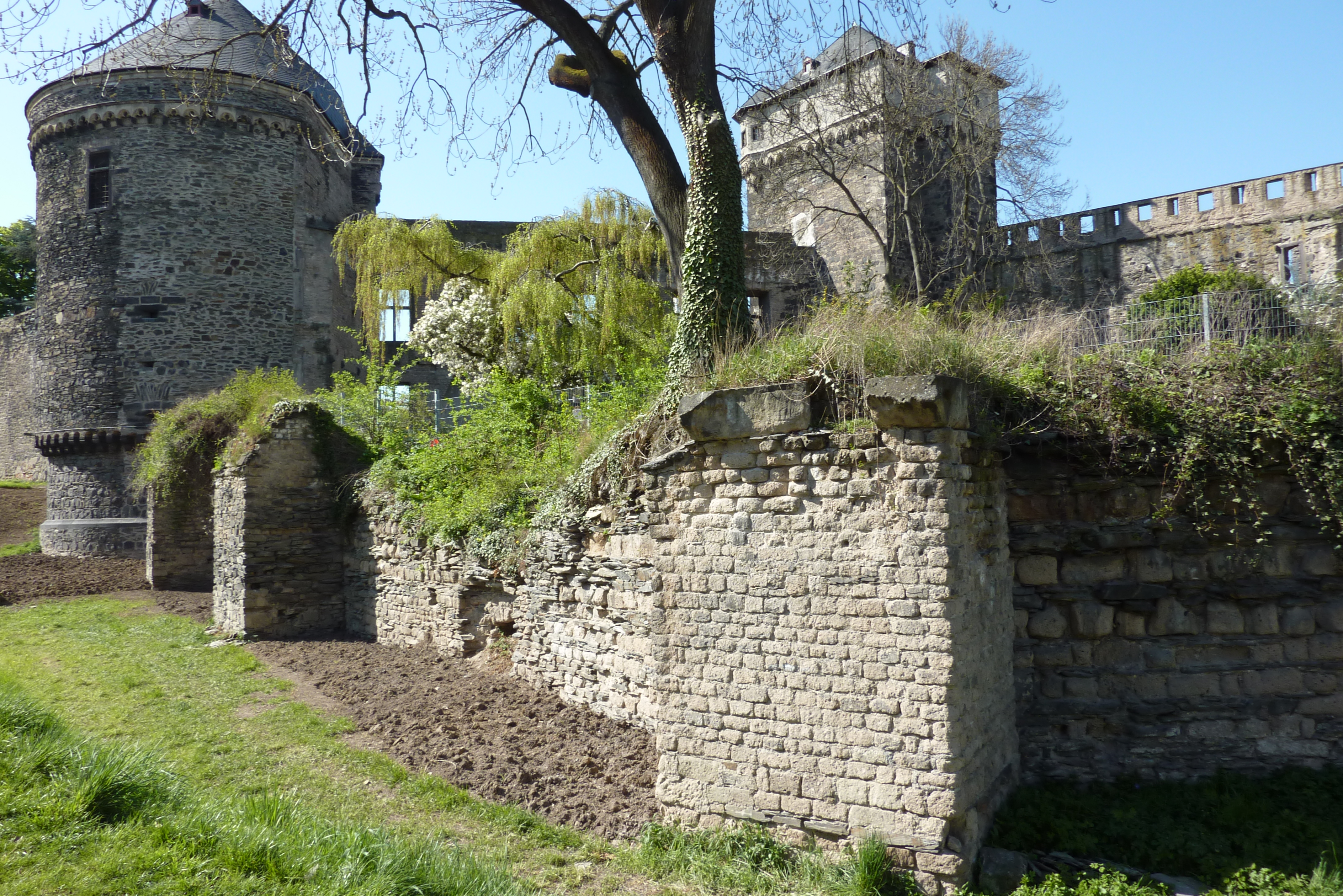
Castello di Andernach (del Elettorato di Colonia, 1200)
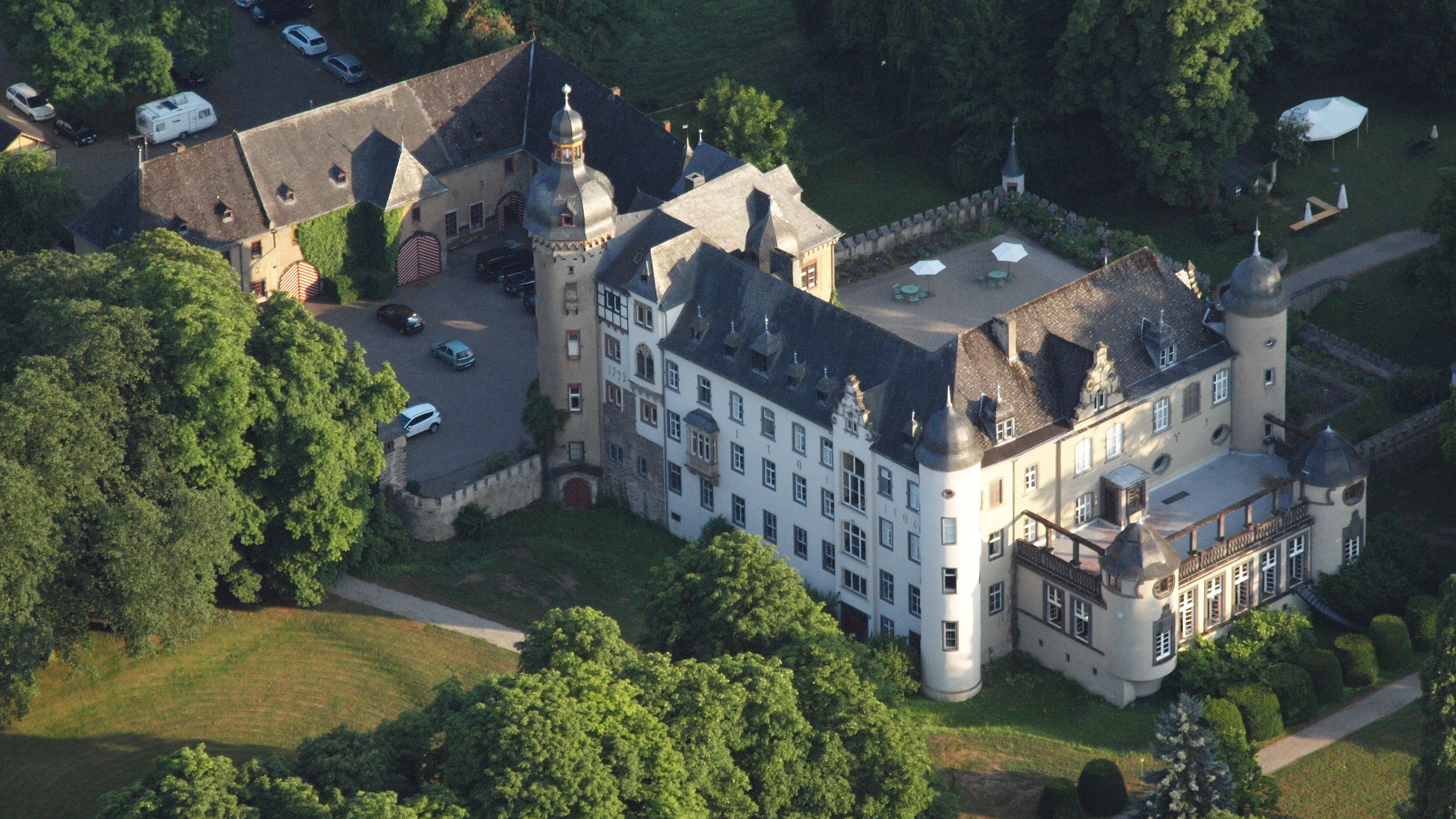
Castello di Namedy (proprietario attuale: Casato di Hohenzollern)

- Massiccio dell'Eifel, sorge a ovest della città.
- Abbazia di Maria Laach, presso il Laacher See, sorge questa abbazia benedettina, con una delle più belle chiese romaniche della Renania.
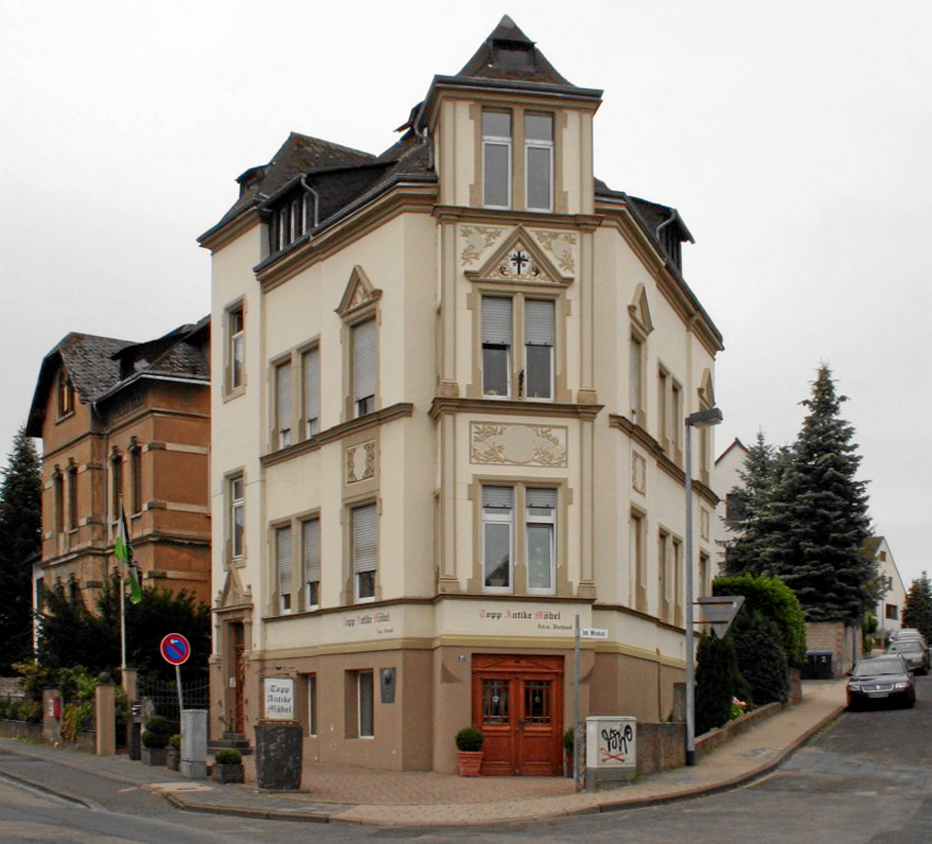
Città natale dello scrittore statunitense Charles Bukowski.